# Terpandros
Terpandros (grekiska Τεϱπανδϱος, latin Terpander), född 712 f.Kr., död 645 f.Kr., var en forngrekisk musiker från ön Lesbos. Hans verksamhet var huvudsakligen förlagd till Sparta. Dit sägs han ha på delfiska oraklets anvisning blivit kallad för att ordna den med religionsväsendet, ungdomens uppfostran och hela statslivet nära sammanhängande doriska musiken. Han lär även ha vunnit priset i en musikalisk tävlan vid Apollon Karneios fest 676 f.Kr. och fyra gånger i rad vid de pythiska spelen. Terpandros betraktades som den egentlige skaparen av den grekiska musiken och grundläggaren av det system som denna musik bibehöll under hela sin utveckling. I likhet med andra forntida musiker var han även skald, det vill säga diktade själv texten till sina sånger. Under hans namn finns kvar några lyriska fragment av tvivelaktig äkthet. I ett av dessa prisar han sig som uppfinnare av den sjusträngade lyran vilken efterträdde den förut använda fyrasträngade. 